# Giáo tỉnh
Giáo tỉnh (tiếng Latinh: provincia ecclesiastica) là một cấp bậc quản trị trong một số giáo hội Kitô giáo, bao gồm các giáo phận, tổng giáo phận liền kề có mối quan hệ gần gũi về địa lý, lịch sử và văn hóa. Cấu trúc giáo tỉnh ban đầu được định hình tại miền Đông Đế quốc La Mã. Các thành phố trọng yếu của mỗi khu vực (như Antiochia tại Syria, Ephesus tại Tiểu Á, Alexandria tại Ai Cập, Roma tại Italia v.v) là những nơi đầu tiên được truyền giảng Phúc Âm và từ các trung tâm này mà các cộng đoàn Kitô giáo khác được thành lập quanh đó.
Vào thời sơ khởi và trong các Giáo hội ngày nay như Công giáo Rôma, Chính thống giáo Đông phương và Anh giáo, giáo tỉnh nhìn chung được đứng đầu bởi một giám mục đô thành, mặc dù quyền hạn của họ có khác biệt tùy từng truyền thống.
Trong Công giáo Rôma, giáo tỉnh là một đơn vị tổ chức do Tòa Thánh thiết lập gồm những giáo phận gần nhau trong cùng một vùng miền. Giáo tỉnh có tính cách pháp nhân và được thành lập để cổ vũ hoạt động mục vụ chung giữa các giáo phận theo hoàn cảnh của con người và của địa phương nhằm duy trì đức tin và kỷ luật của Hội thánh, cũng như để thắt chặt mối quan hệ tương trợ giữa các giám mục trong các giáo phận này. Chỉ Giáo hoàng mới có quyền thiết lập, bãi bỏ, hoặc thay đổi các giáo tỉnh, sau khi đã hội ý với các giám mục liên hệ.